# Cygnet Committee
«Cygnet Committee» es una canción escrita por el músico británico David Bowie y grabada en 1969 para su segundo álbum homónimo (lanzado en los Estados Unidos como Man of Words, Man of Music). Con un total de 9 minutos, esta ambiciosa canción de progressive folk rock fue la grabación más larga de David Bowie hasta la canción de apertura del álbum Station to Station.

## Composición
"Cygnet Committee" se desarrolló a partir de una composición de Bowie que había escrito en un estilo similar a Simon & Garfunkel llamado "Lover to the Dawn". A inicios de 1969, Bowie grabó un demo en acetato de la canción como un dueto con John Hutchinson, la cual también incluía a Hermione Farthingale, su novia en ese tiempo. En su álbum de 1969, Farthingale se convertiría en el tema de otras dos canciones ("Letter to Hermione" y "An Occasional Dream") de luto por el final de su relación.
Durante 1969, Bowie y su nueva novia, Angela Bowie, vivían en Beckenham, donde ellos dirigían un laboratorio de artes, tratando de alentar a los jóvenes a ser creativos. Sin embargo, Bowie abandonó el laboratorio de artes, cuando se dio cuenta de que la mayoría de los jóvenes venía solo a verlo actuar y no participar. Su decepcionante encuentro con los hippies durante este tiempo, fueron la base de la canción, ya que el sintió que fue abusado por los adolescentes: "Les di [mi] vida... Ellos drenaron mi alma..."

## Versiones en vivo
- Una versión grabada con el trío de Tony Visconti (también conocido como the Hype) en el The Sunday Show el 5 de febrero de 1970, introducida por John Peel, fue publicada en Bowie at the Beeb.[3]

## Otros lanzamientos
- La canción fue publicado como lado B del lanzamiento en Europa Oriental de "The Width of a Circle" en junio de 1973.
- La canción aparece en el álbum de 2019, Conversation Piece.[4]

## Créditos
Créditos adaptados desde las notas del álbum.
- David Bowie – voz principal, guitarra acústica
- Mick Wayne – guitarra eléctrica
- John Lodge – bajo eléctrico
- Rick Wakeman – clavecín, órgano
- John Cambridge – batería